# Anne Tyng
Anne Griswold Tyng (* 14. Juli 1920 in Lushan, China; † 27. Dezember 2011 in Greenbrae, Kalifornien) war eine amerikanische Architektin.

## Leben
Tyng wurde als viertes Kind eines von Boston nach China emigrierten Paares geboren, die Familie kehrte jedoch regelmäßig in die USA zurück. Nach ihrem Schulabschluss übersiedelte Tyng gänzlich in die USA. Tyng begann 1941 das Architekturstudium an der Cambridge University in Boston.
Mit Ausbruch des Zweiten Weltkrieges wechselte sie zur Harvard Graduate School of Design, wo Walter Gropius und Marcel Breuer lehrten. Als eine der ersten Frauen wurde sie dort zugelassen. Sie schloss ihr Studium 1944 erfolgreich ab und erwarb den Doktorgrad 1949.
1945 zog sie nach Philadelphia, wo sie im Büro Stonorov und Louis Kahn ihre erste Anstellung erhielt. Sie wurde dann Gefährtin Kahns, der seit 1930 verheiratet war. 1952 wurde sie von ihm schwanger und zog im Herbst 1953 nach Rom.
1975 erhielt sie einen Doktorgrad an der Universität von Pennsylvania. 1994 wurde Anne Tyng in New York zum Mitglied (NA) der National Academy of Design gewählt.

## Werk
In ihrer Diplomarbeit mit dem Titel Simultaneousness, Randomness and Order forschte sie über die hierarchische Symmetrie und organische Form. Für ihre Arbeit auf diesem Gebiet erhielt sie 1965 als erste Frau einen Zuschuss von der Graham Foundation.
Ihre Faszination für komplexe geometrische Formen hatte einen großen Einfluss auf mehrere Projekte, vor allem auf die Trenton Bath House und auf der Decke der Yale Art Gallery.
Kahns Konzept für den berühmten Philadelphia City Tower war im Wesentlichen ihre Idee, obwohl der Architekt ihren Namen nicht nannte, als das Modell im Museum of Modern Art ausgestellt wurde.